# Tuiuti
Tuiuti is een gemeente in de Braziliaanse deelstaat São Paulo. De gemeente telt 6.284 inwoners (schatting 2009).

## Aangrenzende gemeenten
De gemeente grenst aan Amparo, Bragança Paulista, Monte Alegre do Sul, Morungaba en Pinhalzinho.